# سیارک ۱۷۲۷۳۴
سیارک ۱۷۲۷۳۴ (به انگلیسی: 172734 Giansimon، نامگذاری:2004CN1) صد و هفتاد و دو هزار و هفتصد و سی و چهارمین سیارک کشف شده‌است که در ۱۰ فوریه ۲۰۰۴ کشف شد.